# 1988年夏季残疾人奥林匹克运动会巴西代表团
1988年夏季残疾人奥林匹克运动会巴西代表团是巴西派出的1988年夏季残疾人奥林匹克运动会代表团。获得4枚金牌、9枚银牌和15枚铜牌。